# Tipula selanderi
Tipula selanderi är en tvåvingeart som beskrevs av Alexander 1956. Tipula selanderi ingår i släktet Tipula och familjen storharkrankar. Inga underarter finns listade i Catalogue of Life.